# Japan Cup 2014 (ciclismo)
La Japan Cup 2014, ventitreesima edizione della corsa in linea nipponica, categoria 1.HC, si svolse il 19 ottobre 2014. Fu vinta dall'australiano Nathan Haas, al secondo successo nella "classica" giapponese dopo la vittoria dell'edizione del 2011.

## Ordine d'arrivo (Top 10)
| Pos. | Corridore               | Squadra            | Tempo    |
| ---- | ----------------------- | ------------------ | -------- |
| 1    | Nathan Haas             | Garmin-Sharp       | 4h06'48" |
| 2    | Edvald Boasson Hagen    | Team Sky           | s.t.     |
| 3    | Grega Bole              | Nippo-Vini Fantini | s.t.     |
| 4    | Michael Andersen        | Tinkoff-Saxo       | s.t.     |
| 5    | Julián Arredondo        | Trek Factory       | s.t.     |
| 6    | Valerio Conti           | Lampre-Merida      | s.t      |
| 7    | Davide Formolo          | Cannondale         | s.t.     |
| 8    | Moreno Moser            | Cannondale         | s.t.     |
| 9    | Jan Polanc              | Lampre-Merida      | a 5"     |
| 10   | Christopher Juul Jensen | Tinkoff-Saxo       | a 8"     |